# 大間町立奥戸中学校
大間町立奥戸中学校（おおまちょうりつ おこっぺちゅうがっこう）は、青森県下北郡大間町大字奥戸にあった公立中学校。

## 生徒数
2019年（令和元年）5月1日現在
| 学年 | 1年 | 2年 | 3年 | 特別支援   | 合計 |
| ---- | --- | --- | --- | ---------- | ---- |
| 学級 | 1   | 1   | 1   | 1          | 4    |
| 生徒 | 7   | 8   | 8   | （1） 内数 | 23   |

## 沿革
- 1947年（昭和22年）
  - 4月1日 - 大間中学校奥戸分校として、開校。校舎は、奥戸小学校校舎に併設。
  - 4月21日 - 開校式挙行。
  - 11月25日 - 大間中学校から独立し、大間町立奥戸中学校として、開校。
- 1949年（昭和24年）
  - 10月3日 - 新校舎完成。
  - 11月21日 - 新校舎に移転。
  - 12月5日 - 新校舎落成記念式典挙行。
- 1950年（昭和25年）10月 - 校歌制定。
- 1956年（昭和31年）10月 - 校旗・校章制定。
- 1967年（昭和42年）11月25日 - 創立20周年記念式典挙行。
- 1977年（昭和52年）11月23日 - 創立30周年記念式典挙行。
- 1988年（昭和63年）10月13日 - 体育館完成。
- 1994年（平成6年）6月26日 - 校舎新築落成式挙行。
- 2020年（令和2年）
  - 7月4日 - 最後の運動会開催[2]。
  - 10月31日 - 本校体育館にて、閉校式挙行[3]。
- 2021年（令和3年）3月31日 - 生徒数減少により、大間中学校に統合され、閉校。

## アクセス
閉校時点
- 下北交通佐井線「奥戸小学校前」バス停下車後、徒歩約385m・約6分。

## 周辺
- 大間町立奥戸小学校 - 進学前小学校、小学校は2021年度も存続。
- 奥戸交流館
- 国道338号